# 日産・NV2500
NV2500コンセプトは、日産自動車が開発したコンセプトカーである。

## 概要
当初2009年1月の北米国際オートショーに出展する予定だったコンセプトカーであるが、世界金融危機の影響で出展が取りやめとなり、2008年12月4日に発表された。
当時の日産自動車は2010年に北米商用車市場に参入する予定で、それを見越した設計となっている。フルサイズバンであるため、日産自動車の歴代コンセプトカーの中でも最大のサイズを誇る。プラットフォームはF-Alphaプラットフォームを採用し、駆動方式はFRとなる。
エンジンは排気量未公開のV型8気筒エンジンを搭載し、5速ATが組み合わせられる。また、6スポーク20インチアルミホイールとミシュラン製タイヤを装着する。
また、助手席側リアドアはマルチユースドアと名付けられ、内部に工具などを収納することができ、さらにラッゲージルーム側面には跳ね上げ式のハッチが装備され、車内からデスクを引き出して車外で使うことができる。運転席側のドアとリアドアには観音開きが採用された。そして、助手席は後方に移動し、デスクチェアとして機能することができる。さらに、天井にはソーラーパネル付き固定式ガラスルーフを装備し、室内照明などのために発電することができる。
2010年後半に市販版となるNVを発売する予定であったが、生産開始が2011年1月、発売は2011年春となった。